# أكثم بن صيفي التميمي
أكثم بن صيفي بن رباح الشريفي الأسيدي العمروي التميمي أشهر حكام العرب في الجاهلية على الإطلاق وأحد المعمرين فيها، وكان أكثم سيد من سادات العرب شريفا حكيما وفارسا شجاعا، ومستشارا خبيرا، أشار على قومه بني تميم في يوم الكلاب الثاني فانتصروا نصرًا كبيرا على مذحج وحلفائها من أهل اليمن وشارك في الغارات والمعارك والأيام مع قومه وخرج في وفد بني تميم والعرب إلى ملوك فارس وكان كل العرب تتقاضى عند أكثم بن صيفي ولاترد حكمه لشرفه ونزاهته وحكمته وأكثم كان كاتباً خطيباً، وكانت الملوك تكاتبه وتبادل معهم الرسائل التي تحمل في سطورها الحكمة والنصيحة ومن هؤلاء ملك هجر، وملك نجران، وكسرى وغيرهم من الملوك كما اشترك في وفد العرب إلى كسرى عندما استنقص الفرس من شأن العرب فخطب أمام كسرى وأبهره بفصاحته وحكمته وقد عاش هذا الرجل ونشأ بين أفراد قبيلته وولد في قبيلة بني أسيد أحد قبائل بني تميم التي اشتهرت بالحكمة والشرف وتعد قبيلة تميم من أكبر وأشهر قبائل العرب في الجاهلية وأشدها بأسًا وقوةً وامتازت بمكانة عالية لدى القبائل العربية الأخرى لكثرة عدد أفرادها حتى امتلأت منهم البلاد وهي قبيلة مضرية انتشرت في مناطق واسعة وكبيرة وعندما بعث النبي محمد صلى الله عليه وسلم كان في ذلك الوقت شيخا كبيرا أرسل إلى مكة وفدًا من قومه فيهم ابنه ورجلان من تميم ليأتوه بخبر النبي الجديد فلما عادوا بخبر أثلج صدر أكثم بن صيفي جمع قومه وخطب فيهم يحثهم على اتباع النبي الجديد فخرج قاصدًا مكة وتبعه مئة من قومه، فلما كان في الطريق قبل مكة جهد أكثم من شدة العطش ونفاد الماء وأشهد قومه أنه أسلم وأوصاهم باتباع النبي ثم توفي فأنزل الله تعالى ﴿وَمَنْ يُهَاجِرْ فِي سَبِيلِ اللَّهِ يَجِدْ فِي الْأَرْضِ مُرَاغَمًا كَثِيرًا وَسَعَةً وَمَنْ يَخْرُجْ مِنْ بَيْتِهِ مُهَاجِرًا إِلَى اللَّهِ وَرَسُولِهِ ثُمَّ يُدْرِكْهُ الْمَوْتُ فَقَدْ وَقَعَ أَجْرُهُ عَلَى اللَّهِ وَكَانَ اللَّهُ غَفُورًا رَحِيمًا ۝١٠٠﴾

## نسبه
- أكثم بن صيفي بن رباح بن الحارث بن معاوية بن شريف بن جروة بن أسيد بن عمرو بن تميم بن مر[17] وكان يكنى أبا حفادة.[18] وقصائده وشعره تدل على بقائه وطول عمره طويلا فهو القائل

## حكمه وأقواله
أكثم بن صيفي كان يعد أشهر حكام العرب قبل الإسلام ومن رؤساء بني تميم البارزين وصنف أنه حكيم العرب بدون منازع. فإذ اطّلع المرء على حكمه التي قالها قبل زمن طويل أقرّ أنها تنفع في وقتنا الحاضر وتكون مثلا رائع ونهج مستقيما للحياة الصحيحة. وكان أكثم من أفصح العرب لسانا، وأعلم نسبا، وأكثرهم ضربا للأمثال والحكم. كما وصف بـ الحكيم المشهور. فهو من الخطباء البلغاء والحكام الرؤساء. ومن بعض أقواله وحكمه الكثيرة:
- | أكثم بن صيفي التميمي | إذا بالغت في النصيحة فتأهب للتهمة | أكثم بن صيفي التميمي |[24]
- | أكثم بن صيفي التميمي | القرابة تحتاج إلى مودة، والمودة لاتحتاج إلى قرابة | أكثم بن صيفي التميمي |[25]
- | أكثم بن صيفي التميمي | تباعدوا في الدار، تقاربوا في المودة | أكثم بن صيفي التميمي |[26]

 والأمثال هي حكمة العرب قبل الإسلام وفي الإسلام، و بها كانت تعرض كلامها فتبلغ بها ما حاولت من حاجاتها في المنطق. ويستدل استخدام القرآن الكريم للأمثال في خطابة الناس ومحاجة المشركين كما قال تعالى: ﴿وَتِلْكَ الْأَمْثَالُ نَضْرِبُهَا لِلنَّاسِ وَمَا يَعْقِلُهَا إِلَّا الْعَالِمُونَ ۝٤٣﴾. وأكثم بن صيفي هو أحد أشهر الحكماء العرب في ذكر الأمثال، وهي تبين حكمته وفطنته وعقله، التي نالت إعجاب غير العرب، حيث قال له كسرى لو لم يكن للعرب غيرك لكفى.

## أمام كسرى
قلل الفرس من شأن العرب، فبعث العرب وفدًا منهم على رأسه أكثم بن صيفي التميمي وهو أول من تكلم منهم فقال أمام كسرى ملك الفرس إن أفضل الأشياء أعاليها وأفضل الملوك أعمها نفعا، وخير الأزمنة أخصبها، وأفضل الخطباء أصدقها، الصدق منجاة، والكذب مهواة، والشر مركب وطيء، والعجز مفتاح الفقر، وخير الأمور الصبر، حسن الظن ورطة، وسوء الظن عصمة، إصلاح فساد الرعية خير من إصلاح فساد الراعي، من فسدت بطانته كان كالغاصّ بالماء، شر البلاد لا أمير لها، وشر الملوك من خافه البرى، خير الأعوان من يعمل بالنصيحة، الصمت حكم وقليل فأعله فتعجب كسرى منه وقال له ويحك يا أكثم ما أحكمك وأوثق كلامك، لو لم يكن للعرب غيرك لكفى وهكذا كان أكثم من الخطباء البلغاء الفصحاء ليس في قومه فقط، بل عند جميع العرب، وعند غيرهم من الأمم.

## وفاته
توفي سنة 9 هجريًا الموافق 630 ميلاديًا.